# Cryptamorpha kaszabi
Cryptamorpha kaszabi is een keversoort uit de familie spitshalskevers (Silvanidae). De wetenschappelijke naam van de soort werd in 1979 gepubliceerd door Pal & Sen Gupta.